# 伊莎贝尔·韦特
伊莎贝尔·韦特（德語：Isabell Werth，1969年7月21日—），德国女子马术运动员。她曾代表德国参加1992年、1996年、2000年、2008年、2016年和2020年夏季奥林匹克运动会马术比赛，共获得七枚金牌和五枚银牌。